# NGC 4424
NGC 4424 is een balkspiraalstelsel in het sterrenbeeld Maagd. Het hemelobject werd op 27 februari 1865 ontdekt door de Duits-Deense astronoom Heinrich Louis d'Arrest.

## Synoniemen
- UGC 7561
- MCG 2-32-58
- ZWG 70.90
- VCC 979
- IRAS 12246+0941
- PGC 40809